# 2024 FNS歌謡祭
『2024 FNS歌謡祭』（2024 エフエヌエスかようさい）は、フジテレビ系列で2024年12月4日 18:30 - 23:28（JST）・12月11日 18:30 - 21:54（JST）に生放送された通算53回目の『FNS歌謡祭』である。

## 概要
2024年11月13日にフジテレビから番組の放送日時・司会者・一部の出演アーティストが発表された。総合司会は『2019 FNS歌謡祭』より引き続き、活動休止中の嵐の相葉雅紀とフジテレビアナウンサーの井上清華が担当した。
2015年 - 2023年に引き続き、10年連続で本年も当番組では2DAYS・2週連続として2回に分けて生放送された。本年は前年に引き続き、第1夜・第2夜共に開始時間が18:30開始で第1夜の放送時間は従来通りだが、第2夜の放送時間が水曜22時枠ドラマ『全領域異常解決室』を放送する関係上21:54終了となり前年より69分短縮となった。第2夜の放送終了時間が21:54になり22時台に放送されないのは2015年の『2015 FNS歌謡祭 THE LIVE』以来の9年ぶりとなった。第1夜は12月4日 18:30 - 23:28（JST）に、第2夜は12月11日 18:30 - 21:54（JST）に生放送された。また、本年はそれぞれ4時間58分と3時間24分（2週合計8時間22分）の大長編となった。
さらに、第2夜の終了直後には『週刊ナイナイミュージック Presents FNS後夜祭』が放送された。

## 当日のステージ

### 第1夜
トップバッターでは、9組の出演アーティスト（下記参照）のコラボレーションで山下達郎の「クリスマス・イブ」を披露した。大トリでは、THE RAMPAGE from EXILE TRIBEが初めて担当して「24karats GOLD GENESIS」を披露した。尚、LDHアーティストが『FNS歌謡祭』の第1夜で大トリを担当するのは2年連続となった。
第1夜ではSTARTO ENTERTAINMENTからはKinKi Kids、増田貴久、Hey! Say! JUMP、timelesz、Snow Man、Travis Japanの6組が出演した。また、このうち、KinKi Kidsはメンバーの堂本剛が事務所退所して個人で独立してから初の音楽番組出演となるほか、timeleszはグループ名改名後、初出演かつ3人体制としては最後の出演となる。
出演アーティストは全52組で、全59曲中11曲がコラボレーション（共演）で披露された。
さらに、第1夜の特別企画として「アーティストがリスペクトするアーティスト」として今人気のアーティストが尊敬や憧れしてやまないアーティストを一組ピックアップして紹介する名場面集が番組の随所で行われた。

### 第2夜
トップバッターでは、なにわ男子が初めて担当して「コイスルヒカリ」を披露した。大トリでは、SUPER EIGHTと岡村靖幸が担当してコラボレーションで「ハリケーンベイベ」を披露した。尚、SUPER EIGHTが関ジャニ∞時代に『2019 FNS歌謡祭 第1夜』以来の大トリの担当となった。
第2夜ではSTARTO ENTERTAINMENTからはSUPER EIGHT、中島健人、King & Prince、SixTONES、なにわ男子の5組が出演した。また、このうちSUPER EIGHTは改名後初出演となるほか、King & Princeは2人体制では初出演となる。
番組終盤では、当時放送中だったアニメ『ドラゴンボールDAIMA』のオープニング主題歌とエンディングテーマを緊急来日で番組初出演となるゼッドがそれぞれのオリジナル曲を歌唱するアーティストとのコラボレーションでスペシャルメドレーで披露した（下記参照）。
出演アーティストは全51組で、全43曲中8曲がコラボレーション（共演）で披露された。
同年12月6日に逝去した中山美穂の追悼企画として本番組の出演名場面集として「WAKU WAKUさせて」（1985年）、「ただ泣きたくなるの」（1994年）、「未来へのプレゼント」（1996年）がVTRで振り返った。

### 全体（第1夜・第2夜）
ILLIT、赤えんぴつ、幾田りら、HY、aespa、NCT DREAM、香取慎吾、こっちのけんと、コレサワ、C&K、GEMN、ゼッド、タイトル未定、TWS、TREASURE、中島健人、Number_i、NewJeans、新浜レオン、乃紫、松本孝弘、Mega Shinnosuke、RIIZEの22組のアーティストが『FNS歌謡祭』に初出演した。
第1夜・第2夜のどちらにも出演したアーティストはAIのみで1組だった。
第1夜・第2夜合わせて、出演アーティストは90組・披露された楽曲は102曲・披露されたコラボレーション（共演）は18共演となった。
松たか子は2006年以来の18年ぶり、香取慎吾は2015年以来の9年ぶり、星野源は2018年以来の6年ぶりの『FNS歌謡祭』の出演となった。
Snow Manはメンバーの岩本照が良性の腫瘍摘出手術を行うために一定期間活動を自粛していたことに伴い、本番組の出演を見合わせた。
KinKi Kidsは翌年夏頃にグループ名をDOMOTOに改名することに伴い、同グループ名では最後の『FNS歌謡祭』の出演となった（同年大晦日に年越しで生配信されたYouTubeで発表された）。
乃木坂46は37thシングル「歩道橋」選抜メンバーの他、中村麗乃が『Endless SHOCK』2024カンパニーの出演者として単独出演した。
坂道シリーズのうち、同年の『FNS歌謡祭 夏』に出演していた日向坂46は、全国ツアーの真っ最中であることから出演が見送られた。
Liella!は本番組への出演が見送られ、『後夜祭』に出演することとなった。これにより、ラブライブ!シリーズは2018年以来5年ぶりに出演しなかった。
AKB48の村山彩希、乃木坂46の与田祐希・中村麗乃にとって最後の『FNS歌謡祭』の出演となった。
毎年8月上旬にお台場で開催している日本最大級のアイドル音楽イベント『TOKYO IDOL FESTIVAL』とのコラボレーション企画で優勝し、出演権を獲得したタイトル未定が出演した。

## 出演者

### 司会
- 相葉雅紀（嵐）
- 井上清華（フジテレビアナウンサー）

### 出演アーティスト

#### 第1夜（出演アーティスト）
- AI
- ILLIT
- 赤えんぴつ
- ano
- 家入レオ
- aespa
- NCT DREAM
- 『Endless SHOCK』2024カンパニー
- ENHYPEN
- 尾上右近
- 上白石萌音
- 木梨憲武
- KinKi Kids
- 工藤静香
- 倖田來未
- ゴスペラーズ
- こっちのけんと
- THE RAMPAGE from EXILE TRIBE
- 三代目 J SOUL BROTHERS from EXILE TRIBE
- JO1
- 柴咲コウ
- JUJU
- Stray Kids
- Snow Man
- timelesz
- DISH//
- TWS
- 東方神起
- Travis Japan
- TREASURE
- Number_i
- NiziU
- NewJeans
- 乃木坂46
- Perfume
- 浜崎あゆみ
- ハローキティとサンリオの仲間たち（クロミ・シナモロール・マイメロディ・ポムポムプリン・ポチャッコ）
- BE:FIRST
- BEGIN
- Hey! Say! JUMP
- 星野源
- 松たか子
- 三浦大知
- 増田貴久（NEWS）
- Mrs. GREEN APPLE
- 宮野真守
- 薬師丸ひろ子
- ゆず

太文字は当年のNHK『第75回NHK紅白歌合戦』に出場。

#### 第2夜（出演アーティスト）
- AI
- INI
- IMP.
- aiko
- 生田絵梨花
- 幾田りら
- HY
- AKB48
- 香取慎吾
- King & Prince
- コレサワ
- 櫻坂46
- THE ALFEE
- C&K
- JAEJOONG（ジェジュン）
- GENERATIONS from EXILE TRIBE
- GEMN
- SUPER EIGHT
- SUPER BEAVER
- Superfly
- SixTONES
- ゼッド
- タイトル未定
- TERU（GLAY）
- なにわ男子
- 新浜レオン
- 乃紫
- 羊文学
- 平手友梨奈
- FRUITS ZIPPER
- 宝鐘マリン
- 僕が見たかった青空
- マカロニえんぴつ
- 松本孝弘（B'z）
- 宮本浩次
- ミュージカル『ウエイトレス』（高畑充希・ソニン・LiLiCo）
- ミュージカル『ダンス オブ ヴァンパイア』（城田優）
- Mega Shinnosuke
- RIIZE
- LiSA
- Little Glee Monster
- LE SSERAFIM

太文字は当年のNHK『第75回NHK紅白歌合戦』に出場。

### 音楽・演奏
第1夜
- 音楽監督&Piano/武部聡志、Drums/河村"カースケ"智康、Bass/浜崎賢太、Guitar/遠山哲朗・福原将宜、Keyboard/清水俊也、Strings/今野均ストリングス、Chorus/今井マサキ・加藤いづみ、Manipulator/前田雄吾・岡浩二

第2夜
- 音楽監督&Piano/武部聡志、Drums/村石雅行、Bass/浜崎賢太、Guitar/遠山哲朗・福原将宜、Keyboard/清水俊也、Strings/今野均ストリングス、Chorus/加藤いづみ・SAK.、Manipulator/篠崎恭一

## セットリスト

### 第1夜（セットリスト）
| 順番 | アーティスト                                                                                 | 楽曲                                       |
| ---- | -------------------------------------------------------------------------------------------- | ------------------------------------------ |
| 1    | ゴスペラーズ×JO1×東方神起×Travis Japan ×Number_i×BE：FIRST×Hey! Say! JUMP ×増田貴久×宮野真守 | クリスマス・イブ (1983/山下達郎)           |
| 2    | 上白石萌音                                                                                   | まぶしい                                   |
| 3    | JO1                                                                                          | ICY                                        |
| 4    | TREASURE                                                                                     | STUPID -JP Ver.-                           |
| 5    | TWS                                                                                          | plot twist                                 |
| 6    | 家入レオ                                                                                     | 未完成 (2020)                              |
| 7    | NCT DREAM                                                                                    | When I'm With You                          |
| 8    | SHOW-WA                                                                                      | 君の王子様                                 |
| 9    | こっちのけんと×ハローキティとサンリオの仲間たち                                              | はいよろこんで (こっちのけんと)            |
| 10   | ILLIT                                                                                        | Magnetic                                   |
| 11   | ano                                                                                          | 許婚っきゅん                               |
| 12   | 尾上右近×松田元太(Travis Japan)                                                              | ブラザー/君みたいな兄弟                    |
| 13   | 星野源                                                                                       | 不思議 (2021)                              |
| 14   | Perfume                                                                                      | Cosmic Treat                               |
| 15   | KinKi Kids                                                                                   | 愛のかたまり (2001)                        |
| 16   | KinKi Kids                                                                                   | Amazing Love (2022)                        |
| 17   | JUJU×菊池風磨(timelesz)                                                                      | やさしさで溢れるように (2009/JUJU)         |
| 18   | 三浦大知×宮野真守×河野純喜(JO1)×RYUHEI(BE:FIRST)                                             | Missing (1986/久保田利伸)                  |
| 19   | 薬師丸ひろ子                                                                                 | セーラー服と機関銃 (1981)                  |
| 20   | Mrs. GREEN APPLE                                                                             | ライラック                                 |
| 21   | ゆず×松たか子                                                                                | Chururi (feat.松たか子)                    |
| 22   | Snow Man                                                                                     | ブラザービート (2022)                      |
| 23   | NewJeans                                                                                     | How Sweet                                  |
| 24   | 赤えんぴつ                                                                                   | バイバイ                                   |
| 25   | 赤えんぴつ                                                                                   | 好きだ                                     |
| 26   | 工藤静香×倖田來未×MIIHI(NiziU)                                                               | 慟哭 (1993/工藤静香)                       |
| 27   | 工藤静香×増田貴久                                                                            | 嵐の素顔 (1989/工藤静香)                   |
| 28   | timelesz                                                                                     | because                                    |
| 29   | 乃木坂46                                                                                     | 歩道橋                                     |
| 30   | Stray Kids                                                                                   | GIANT                                      |
| 31   | Mrs. GREEN APPLE                                                                             | コロンブス                                 |
| 32   | NewJeans                                                                                     | Ditto (2022)                               |
| 33   | 星野源                                                                                       | 光の跡 (2023)                              |
| 34   | Snow Man                                                                                     | EMPIRE                                     |
| 35   | Number_i                                                                                     | INZM                                       |
| 36   | aespa                                                                                        | Supernova                                  |
| 37   | Hey! Say! JUMP                                                                               | eek!!                                      |
| 38   | BE:FIRST                                                                                     | Sailing                                    |
| 39   | 三浦大知                                                                                     | 心拍音                                     |
| 40   | 三代目 J SOUL BROTHERS                                                                       | DEVELOP                                    |
| 41   | 宮野真守×上白石萌音                                                                          | 世界中の誰よりきっと (1992/中山美穂&WANDS) |
| 42   | 北村匠海(DISH//)                                                                             | 夜空ノムコウ (1998/SMAP)                   |
| 43   | 柴咲コウ                                                                                     | 硝子窓 (2023/King Gnu)                     |
| 44   | ゴスペラーズ×増田貴久                                                                        | ひとり (2001/ゴスペラーズ)                 |
| 45   | ENHYPEN                                                                                      | Polaroid Love                              |
| 46   | NiziU                                                                                        | BELIEVE                                    |
| 47   | 倖田來未×TREASURE(T5)                                                                        | 人魚姫 (2006/倖田來未)                     |
| 48   | AI                                                                                           | Story (2005)                               |
| 49   | 東方神起                                                                                     | SWEET SURRENDER                            |
| 50   | 浜崎あゆみ                                                                                   | Rule (2009)                                |
| 51   | 浜崎あゆみ                                                                                   | SURREAL (2000)                             |
| 52   | 浜崎あゆみ                                                                                   | evolution (2001)                           |
| 53   | 『Endless SHOCK』2024カンパニー                                                              | Dancing On Broadway                        |
| 54   | 『Endless SHOCK』2024カンパニー                                                              | MUGEN (夢幻)                               |
| 55   | BEGIN                                                                                        | 島人ぬ宝 (2002)                            |
| 56   | DISH//                                                                                       | 朝、月面も笑っている                       |
| 57   | 木梨憲武×AI×Crystal Kay×DOUBLE×福原みほ ×Full Of Harmony×林和希×JAY'ED×Mhiro×露崎春女        | 伝えなくちゃ                               |
| 58   | Travis Japan                                                                                 | BO$$Y                                      |
| 59   | THE RAMPAGE                                                                                  | 24karats GOLD GENESIS                      |

### 第2夜（セットリスト）
| 順番 | アーティスト                    | 楽曲                                         |
| ---- | ------------------------------- | -------------------------------------------- |
| 1    | なにわ男子                      | コイスルヒカリ                               |
| 2    | GENERATIONS                     | エンドレス・ジャーニー                       |
| 3    | 櫻坂46                          | I want tomorrow to come                      |
| 4    | 僕が見たかった青空              | 好きすぎてUp and down                        |
| 5    | IMP.                            | ミチシルベ                                   |
| 6    | FRUITS ZIPPER                   | NEW KAWAII                                   |
| 7    | コレサワ                        | 元彼女のみなさまへ                           |
| 8    | 乃紫                            | 初恋キラー                                   |
| 9    | Mega Shinnosuke                 | 愛とU                                        |
| 10   | 宝鐘マリン                      | パイパイ仮面でどうかしらん?                  |
| 11   | HY                              | 恋をして                                     |
| 12   | Little Glee Monster             | Break out of your bubble                     |
| 13   | 高畑充希                        | パイの中は? What's Inside                    |
| 14   | 高畑充希×ソニン×LiLiCo          | 始めよう Opening Up                          |
| 15   | 城田優                          | 抑えがたい欲望                               |
| 16   | 生田絵梨花                      | 夢やぶれて                                   |
| 17   | タイトル未定                    | 鼓動                                         |
| 18   | Superfly                        | Charade                                      |
| 19   | 宮本浩次                        | 冬の花 (2019)                                |
| 20   | JAEJOONG×大橋和也(なにわ男子)   | 粉雪 (2005/レミオロメン)                     |
| 21   | 生田絵梨花                      | モンブラン                                   |
| 22   | 宮本浩次×渋谷龍太(SUPER BEAVER) | 今宵の月のように (1997/エレファントカシマシ) |
| 23   | LE SSERAFIM                     | CRAZY -Japanese ver.-                        |
| 24   | aiko                            | 相思相愛                                     |
| 25   | 松本孝弘×新浜レオン             | 傷だらけのローラ (1974/西城秀樹)             |
| 26   | LiSA                            | QUEEN                                        |
| 27   | AKB48                           | なんてったってアイドル (1985/小泉今日子)     |
| 28   | INI                             | LOUD                                         |
| 29   | RIIZE                           | Lucky                                        |
| 30   | THE ALFEE                       | メリーアン (1983/ALFEE)                      |
| 31   | 香取慎吾                        | Circus Funk（feat. Chevon）                  |
| 32   | King & Prince                   | WOW                                          |
| 33   | SixTONES                        | THE BALLERS                                  |
| 34   | 松本孝弘×TERU                   | 落陽 (1973/吉田拓郎)                         |
| 35   | 幾田りら                        | ハミング                                     |
| 36   | ゼッド×C&K                      | ジャカ☆ジャ～ン (ZEDD feat. C&K)             |
| 37   | ゼッド×AI                       | NAKAMA (ZEDD feat. AI)                       |
| 38   | マカロニえんぴつ                | 忘レナ唄                                     |
| 39   | 平手友梨奈                      | ALL I WANT                                   |
| 40   | GEMN                            | ファタール                                   |
| 41   | 羊文学                          | Burning                                      |
| 42   | SUPER BEAVER                    | 小さな革命                                   |
| 43   | SUPER EIGHT×岡村靖幸            | ハリケーンベイベ (SUPER EIGHT)               |

## スタッフ
- セットデザイン：YUKIE WICKSON（越野幸栄）
- 美術プロデューサー：楫野淳司（フジアール）、三竹寛典（フジテレビ／フジアール）
- 収録セットデザイン：小濵まほろ（フジテレビ／フジアール）
- アートコーディネーター：鈴木真吾・西嶋友里・高木翔瑛（共にフジアール）
- 大道具：市川賢人、永沼朋香、中島雅之、鎌田大祐、渡辺桃加、藤沢和雄、宮路博貴
- アートフレーム：三浦文裕、金谷政宏
- 電飾：久光義紀、菅田重樹、岡村明子、平野寛、奥野透、伊藤伸朗
- アクリル装飾：犬塚健、岡本佳規、伊藤幸枝
- 視覚効果：倉谷美奈絵
- 生花装飾：小柳幸絵、山寺由美
- 装飾：高祖朋代、中島将文
- メイク：藤田真央、柳沢李久乃
- 楽器：島津哲也、齋藤隆之介
- LED：川西紘平、桑島亮太、齋藤淳之介、河本祥太
- CG：古畑資展(第一夜)・岩瀬直孝、西野匠(第二夜)
- タイトルCG(第二夜)：古畑資展
- TD：勝村信之（フジテレビ）
- SW：長尾康平、馬塲義土・米山和孝（共にフジテレビ）、畠山直人、障子川雅則(第二夜)
- カメラ：中野誠也、大井允人(第一夜)、中田麟太郎(第二夜)
- 音声：吉永哲也、太田宗孝、伊藤裕二、鹿又健一
- VE：杉本雄亮、渋谷岳彦、白波孝大(第一夜)
- 照明(第一夜)：西野大介、野原健成、岩本紗枝、水澤みなみ、藤森華、三觜繁、中村貞敏、須藤淳、三好裕治
- 照明デザイン(第二夜)：堀江泰輔、内山晶裕、蓮見謙太、深澤楓、浦田知明、森﨑靖史、相川篤志、奥山大介、野原健也
- 照明営業：佐藤博樹
- PA：本田一智(第一夜)、築舘幸宜(第二夜)、中野忠義
- LSM：中山隆、平岩佐織
- 音楽コーディネート：大滝拓見、坂本真里菜、浦井優光
- 振付：赤沼秀美
- 編成：長嶋大介・水戸祐介（共にフジテレビ）
- 広報：長田裕依（フジテレビ）
- ホームページ担当：城増美
- テロップ送出：草崎祐一郎
- 音響効果：中田圭三、髙橋玲南、温水義成、野呂楓子
- 編集：小島嘉隆・永井慎二・坂本貴志（共に共同エディット）
- MA：藤井啓介（共同エディット）
- 編集CG：渡辺之雄（テレサイト）
- 場内整理(第二夜)：坂井伸治
- TK：平野美紀子、髙木美紀、江野澤郁子
- デスク：富張明子
- 協力：ハーフトーンミュージック
- ロケ協力(第一夜)：LIKESTUDIO、LOTTEWORLD ADVENTURE
- 美術協力：フジアール、東宝舞台、チトセアート、エスケイシステム、ナカムラ綜美、コウシン、テルミック、コマデン、東京特殊効果、テレフィット、東京TUBE、京花園、山田かつら、サンフォニックス
- 技術協力：fmt、共同テレビジョン、サンフォニックス、放映サービス、田中電設工業、共立、ニューテレス、ワンツー・ワンツー、ウエストワン(第一夜)、明光セレクト、ロケット(第一夜)、エス・アイ・エス(第二夜)、レントアクト昭特、ピーシーライツ、digidelic、MTプランニング、CODE
- 制作協力：EAST、ジーヤマ(第二夜)、デジタルスペック
- 衣装協力：ABISTE、TADASHI SHOJI
- 制作：竹内誠（フジテレビ）
- エグゼクティブ・プロデューサー：石田弘（フジテレビ）
- 構成：山内浩嗣
- 作家：菅原祐也(第一夜)、竹内浩平(第二夜)
- 編集ディレクター：松本絵理(第一夜)、東浦克幸(第二夜)、伊藤恭平、黒岩栄治（アクシーズ）、小野瀬端貴(第一夜)
- SNS担当：浅尾和寿（ビー・ブレーン）、高木靖也(第二夜)
- 送出ディレクター：阪本玲以(第一夜)、野原理奈(第二夜)
- フロアディレクター：大野悟（クリーク・アンド・リバー社）、松舘ちひろ(第二夜)、後奈津美(第二夜)、中村舞(第二夜)、樋川優美(第一夜)、萩原渓太郎（フジテレビ）、花輪研斗(第一夜)（イースト）、望月浩平、友村円香(第一夜)
- 進行プロデューサー：相場優衣子（クリーク・アンド・リバー社）、渡辺由貴
- プロデューサー：中村峰子・太田秀司・島田和正(第一夜)（フジテレビ）、土田芳美（VIC）、宇賀神裕子（イースト）、後藤夏美、加藤万貴、福井倫子（クリーク・アンド・リバー社）、川上惇(第二夜)（フジテレビ）
- 球体演出：川上惇(第一夜)（フジテレビ）、花輪研斗(第二夜)（イースト）
- 総合演出・プロデューサー：浜崎綾(第一夜)（フジテレビ）、島田和正(第二夜)（フジテレビ）
- チーフプロデューサー(第二夜)：浜崎綾（フジテレビ）
- 企画制作：フジテレビ編成総局バラエティ制作局バラエティ制作センター
- 制作著作：フジテレビ

## 関連番組
- 相葉◎×部

当番組の司会を務める相葉雅紀がレギュラー出演している同局のバラエティ番組。
- 土曜スペシャル

フジテレビでは2024年11月30日の14:30 - 15:25に事前番組を放送。
- 週刊ナイナイミュージック

第2夜放送終了直後に「週刊ナイナイミュージック プレゼンツ FNS後夜祭」を放送。